# Tshakhuma Tsha Madzivhandila Football Club
Le Tshakhuma Tsha Madzivhandila Football Club souvent appelé TTM-FC est un club de football sud-africain basé à Thohoyandou.

## Historique
Le club est fondé en 2015, il débute en troisième division. En 2017, TTM est promu en National First Division, la deuxième division d'Afrique du Sud. Le club termine sa première saison en 2e division à la 6e place, puis les deux saisons suivantes chaque fois à la troisième place, échouant lors des play-offs de montée, mais en 2020 le club rachète la licence de Bidvest Wits et prend sa place en première division.
En décembre 2020, le président du club, Sello Chokoe, est accusé de fraude et renvoyé. Le début de saison 2020-2021, est également émaillé de grèves de joueurs, pour salaires non payés, jusqu'au rachat du club par un groupe pharmaceutique en janvier 2021.
Le nouveau propriétaire annonce un changement de nom pour la fin de la saison.
En 2021, le club gagne son premier titre national, la Nedbank Cup.
En juin 2021, le club dévoile son nouveau nom, Marumo Gallants FC, et évolue en première division sous ce nom, toutefois TTM rachète la licence de Royal AM et retourne en 2021-2022 en deuxième division.

## Palmarès
- Coupe d'Afrique du Sud (1) 
  - Vainqueur : 2021